# Heptathela schensiensis
Heptathela schensiensis is een spinnensoort uit de familie Liphistiidae. De soort komt voor in China.